# Marian Anysz

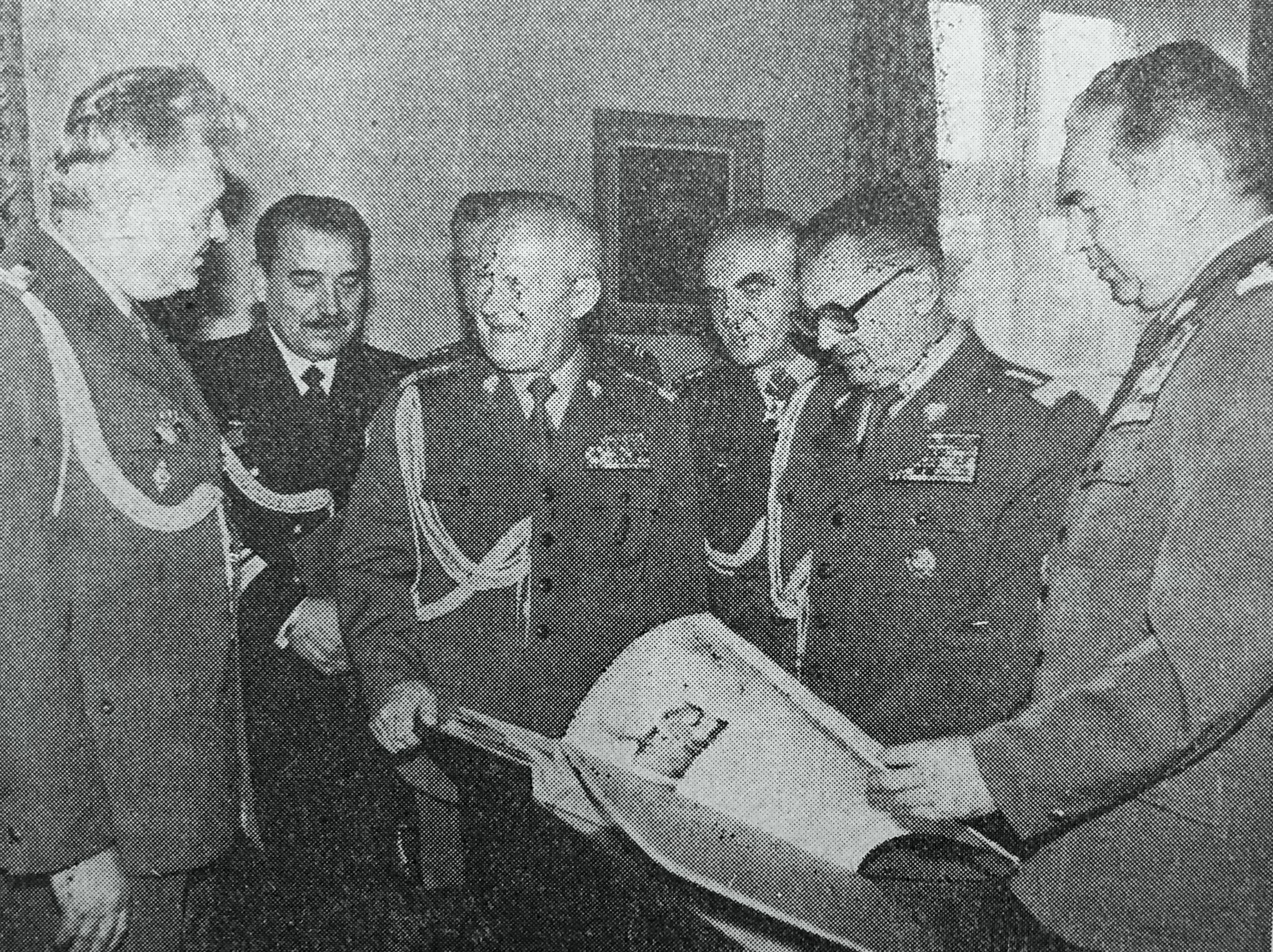
Uroczytość wpisu do Honorowej Księgi Czynów Żołnierskich w październiku 1985, od prawej w pierwszym rzędzie gen. dyw. Tadeusz Szaciłło, gen. armii Florian Siwicki, gen. broni Józef Baryła i płk Marian Anysz.

Marian Anysz (ur. 9 lutego 1930 w Rawie) – polski oficer polityczny, pułkownik ludowego Wojska Polskiego, komendant Centrum Szkolenia Oficerów Politycznych im. Ludwika Waryńskiego (1978-1986), podsekretarz stanu w Ministerstwie Oświaty i Wychowania (1986-1987).

## Życiorys
Syn Józefa i Rozalii. W latach wczesnej młodości mieszkał we wsi Ludwinów w  powiecie lubartowskim. Od 1948 w ludowym Wojsku Polskim. Absolwent Oficerskiej Szkoły Artylerii w Toruniu oraz Akademii Wojskowo-Politycznej im. Feliksa Dzierżyńskiego w Warszawie. Służył m.in. na stanowiskach dowódcy baterii artylerii przeciwlotniczej w 39 pułku zmechanizowanym, zastępcy dowódcy do spraw politycznych 93 Samodzielnego dywizjonu artylerii przeciwpancernej w Kwidzynie, zastępcy dowódcy do spraw politycznych 4 pułku łączności w Bydgoszczy oraz zastępcy dowódcy do spraw politycznych 8 Dywizji Zmechanizowanej w Koszalinie. W latach 1978–1986 był komendantem Centrum Szkolenia Oficerów Politycznych im. Ludwika Waryńskiego w Łodzi. Od 1986 do 1987 był podsekretarzem stanu w Ministerstwie Oświaty i Wychowania, a od 1988 do 1990 roku dyrektorem Departamentu Spraw Obronnych Ministerstwo Edukacji Narodowej.
Członek Związku Walki Młodych (1946–1948) oraz PZPR (1952–1990). Delegat na IX Nadzwyczajny Zjazd PZPR w lipcu 1981, członek Prezydium Zjazdu. 
1979–1986 członek Komitetu Łódzkiego PZPR, 1981-1986 członek Egzekutywy Komitetu Łódzkiego PZPR, od 1982 przewodniczący Komisji Praworządności Komitetu Łódzkiego PZPR. 
Radny Wojewódzkiej Rady Narodowej w Łodzi. Współprzewodniczący Zespołu ds. Młodzieży Komisji Wspólnej Rządu i Episkopatu. W latach 1986–1990 członek Prezydium Rady Ochrony Pamięci Walk i Męczeństwa. Wieloletni publicysta gazety codziennej ludowego WP Żołnierz Wolności.
11 października 1985 roku Minister Obrony Narodowej wyróżnił go wpisem do „Honorowej Księgi Czynów Żołnierskich” „za wzorową służbę i pracę w Siłach Zbrojnych Polskiej Rzeczypospolitej Ludowej”. 
W 1990 zakończył zawodową służbę wojskową i przeszedł na emeryturę. Działacz Związku Byłych Żołnierzy Zawodowych i Oficerów Rezerwy. W 2009 wydał wspomnienia pod tytułem „42 lata w Wojsku Polskim”.

## Odznaczenia i wyróżnienia
- Wpis do Honorowej Księgi Czynów Żołnierskich
- Krzyż Oficerski Orderu Odrodzenia Polski
- Krzyż Kawalerski Orderu Odrodzenia Polski
- Złoty Krzyż Zasługi
- Medal 30-lecia Polski Ludowej
- Medal 40-lecia Polski Ludowej
- Złoty Medal „Siły Zbrojne w Służbie Ojczyzny”
- Srebrny Medal „Siły Zbrojne w Służbie Ojczyzny”
- Brązowy Medal „Siły Zbrojne w Służbie Ojczyzny”
- Złoty Medal „Za zasługi dla obronności kraju”
- Srebrny Medal „Za zasługi dla obronności kraju”
- Brązowy Medal „Za zasługi dla obronności kraju”
- Medal Komisji Edukacji Narodowej
- Złote pióro redakcji Żołnierza Wolności
- Nagroda „Trybuny Ludu” (1984) za obywatelskie inicjatywy społeczne[1]

## Źródła
- Spotkania z Generałem. Wspomnienia, refleksje, Wrocław 2009, str. 297-304, 367
- Biuletyn Informacji Publicznej Instytutu Pamięci Narodowej, Dane osoby z katalogu kierowniczych stanowisk partyjnych i państwowych PRL,